# Brugheas
Brugheas är en kommun i departementet Allier i regionen Auvergne-Rhône-Alpes i de centrala delarna av Frankrike. Kommunen ligger  i kantonen Escurolles som ligger i arrondissementet Vichy. År 2022 hade Brugheas 1 556 invånare.

## Befolkningsutveckling
Antalet invånare i kommunen Brugheas
Referens: INSEE